# 杜审权
杜審權（804年—875年），字得钧，京兆郡杜陵县（今陝西西安）人。

## 生平
杜如晦叔父杜淹七世孙。大和五年（831年）進士得第，授弘文馆校书，初为崔郾鄂州觀察推官，後被聘為浙西幕府推官。又以书判拔萃，授蓝田县尉，一年後为河中節度使鄭肅奏授监察御史，掌記室事。拜右拾遗，再转右补阙，进起居舍人。唐宣宗时，歷司勲、考功、吏部三貟外郎，兼史馆修撰。升爲兵部郎中，兼侍御史知雜事。又知制誥。大中十年，加中書舍人，知礼部贡举。十一年，拜礼部侍郎。其年冬，出为陕州大都督府长史、陕虢都团练观察使，加检校户部尚书、河中尹、河中晋绛节度使。拜刑部侍郎，翰林承旨，累加户部、兵部侍郎。懿宗即位，咸通三年（862年）以兵部侍郎同中書門下平章事，轉中書侍郎，兼工部尚書、集賢殿大學士、户部、吏部尚書、兼門下侍郎、監修國史。咸通九年（868年）罢相，出京為鎮海軍節度使。當時徐州戌卒龐勳自桂州擅还，派遣劉佶以精兵數千人協助吳迥攻打泗州。布衣辛讜冒著生命危險殺出重圍向杜審權求援。審權與淮南节度使令狐綯、荆南节度使崔铉出师討伐，咸通九年（868年）十一月二十九日，審權派遣都頭翟行約率領四千人救泗州，終於平定龐勳之變。詔加檢校司空，進司徒，兼尚书左仆射。咸通十一年，复任检校司徒、同平章事、河中尹，充河中晋绛节度观察等使。加太子太傅。乾符二年（875年），授忠武軍節度使、平章事如舊，其年七月十八日卒，享年七十二，贈太尉。

## 家庭
- 曾祖：杜俌，洋州長史
- 祖父：杜佐，大理正
- 伯父：杜元颖，宰相
- 父亲：杜元绛，太子宾客。妻清河崔氏，陝州都督府右司馬崔勝女[2]
- 弟弟：杜致美[3]，金部员外郎[4]、度支郎中[5]、右司郎中、太常少卿[6]
- 弟弟：杜廷美[7]
- 妹妹：杜氏（827年 - 850年），虢州弘農縣令李鄖妻[8]

### 夫人
- 李琛（819年-865年），山南东道节度使、检校礼部尚书、谥文公李翱第七女，封鲁国夫人

### 子女
- 杜讓能，太尉。妻鄭氏，盧氏，封燕国夫人[9]
- 杜梦符，度支推官、检校户部员外郎、兼侍御史
- 杜彥林，字寧臣，中書舍人
- 杜汝砺
- 杜弘徽，吏部侍郎
- 杜纶，嫁唐朝中大夫、中书舍人、上柱国、赐紫金鱼袋李凝庶

## 延伸阅读
[在维基数据编辑]
 《舊唐書/卷177》，出自刘昫《舊唐書》
 《新唐書·卷096》，出自《新唐書》